# Клеменц, Дмитрий Александрович
Дми́трий Алекса́ндрович Кле́менц (14 декабря 1847 или 15 декабря 1848, Горяиновка, Саратовская губерния — 8 января 1914, Москва) — русский этнограф, археолог, географ, революционер-народник.

## Биография
Родился в деревне Горяиновке Саратовской губернии (ныне село Горяиновка Духовницкого района Саратовской области) в семье управляющего имением. Учился сначала в Самарской, а затем в 1-й Казанской гимназии.
Высшее образование получил в Казанском и Санкт-Петербургском университетах на физико-математическом факультете, который не успел закончить, занявшись активной политической деятельностью. В Санкт-Петербурге Клеменц примкнул к кружку чайковцев, где дружил с молодым П. А. Кропоткиным, активно участвовал в пропаганде среди рабочих и в хождении в народ.
С 1873 по 1880 годы Клеменц участвовал в нескольких революционных организациях, сотрудничал во «Вперед» П. Л. Лаврова и в других революционных изданиях. После разгрома чайковцев в 1874 году эмигрировал за границу. Несколько раз тайно посещал Россию. Был одним из редакторов издававшегося в Женеве журнала «Община» и издававшегося в Петербурге журнала «Земля и Воля». Вернулся в Россию. Арестованный ещё до возникновения партии «Народная воля» в 1879 году, Клеменц, после двухлетнего заключения в Петропавловской крепости, был сослан в Якутию. По дороге заболел и более шести месяцев провёл в красноярской тюремной больнице. Получил разрешение отбывать ссылку в городе Минусинске Енисейской губернии.
В Минусинске познакомился с основателем Минусинского краеведческого музея Н. М. Мартьяновым. Клеменц помогал Мартьянову разбирать коллекции музея, готовить исследовательские экспедиции. В 1883 году Клеменц участвовал в экспедиции по изучению района соприкосновения Восточного Алтая и Западных Саян в верховьях рек Томи и Абакана. Ежегодно проводил географические и геологические исследования на реках Абакан и Мрассу, на Телецком озере, в Западных Саянах и на Алтае. Написал научный труд «Древности Минусинского музея. Памятники металлических эпох» (Томск, 1886), после издания которого в 1887 году избран членом-корреспондентом Московского археологического общества, а позднее — действительным членом Общества любителей естествознания.
С 1884 года начал писать статьи, стихи, фельетоны для томской «Сибирской газеты».
В Сибири пробыл около 15 лет (последние годы — добровольно), изучая антропологию и этнографию населяющих Сибирь и Монголию народов, неоднократно предпринимая продолжительные путешествия по этим странам с научными целями. В ходе экспедиций открыл развалины крепости Пор-Бажын на острове посреди озера Тере-Холь в Туве. Его географические и этнографические труды печатались в сибирских и петербургских изданиях Русского географического общества.

С 1897 по 1899 годы организовывал в Монголии отлов лошадей Пржевальского для Фридриха Фальц-Фейна. 
Клеменц активно способствовал развитию музейного дела в Сибири. Помогал советами и практическим участием в создании музейных экспозиций в Минусинске, Красноярске, Ачинске, Томске, Кяхте, Якутске.
В 1891 году обследовал Харухаин-Балгас, древний уйгурский город на севере Монголии.
Переехав в Санкт-Петербург, Клеменц в 1902 году занял место хранителя Академического этнографического музея Императора Александра III. В 1910 году вышел в отставку и переселился в Москву, где умер 8 января 1914 года, на третий день после смерти своей жены Елизаветы Николаевны. Похоронен на Ваганьковском кладбище (19 уч.). Памятник на могиле Дмитрия Александровича и его жены был торжественно открыт 30 октября 1927 года.

## Автор трудов
- Минусинская Швейцария и боги пустыни (Из дневника путешественника) // Восточное обозрение. 1884. № 5, 7, 9 и 12.
- Древности Минусинского Музея. Памятники металлических эпох. Томск, 1886.
- Из поездки в Качинскую степь // Восточное обозрение. — 1886. — № 47.
- Местные музеи и их значение в провинциальной жизни // Сибирский сборник. Выпуск 2. — Иркутск, 1892.
- Краткий предварительный отчет об экспедиции в систему Абакана, выполненной по поручению г. Адрианова в 1883 г. из материала, собранного Д. А. Клеменцом при экспедиции в верхний Абакан в 1883—1884 гг. // Записки Западно-Сибирского отдела Русского географического общества. — 1891. — Т. 2.
- Путь из Минусинска на Бирюсу // Известия Восточно-Сибирского отдела Русского географического общества — 1890. — Т. 21, № 1.
- Материалы, собранные Д. А. Клеменцом при экскурсии в верхний Абакан в 1883 и 1884 гг. // Зап. 3. С. О. Р. Г. О. XI, 1890.
- В 1905 году в «Русском богатстве» (№ 7 и 9) Клеменц поместил статьи «Заметки о жёлтой опасности» и «Г. Н. Потанин»
- Klementz D. A. Turfan und seine alterhümer // Nachrichten über die von der Kaizerlichen Akademie der Wissenschaften zu St. Petersburg im Jahre 1898 ausgerüstete Expedition nach Turfan. Hf. 1. SPb., 1899.